# Stenochrus pallidus
Stenochrus pallidus är en spindeldjursart som först beskrevs av Verner Hawsbrook Rowland 1975.  Stenochrus pallidus ingår i släktet Stenochrus och familjen Hubbardiidae. Inga underarter finns listade i Catalogue of Life.